# 城关镇 (宝鸡市)
城关镇，是中华人民共和国陕西省宝鸡市凤翔区下辖的一个乡镇级行政单位。

## 行政区划
城关镇下辖以下地区：
南大街社区、南环路社区、凤鸣路社区、东关社区、关中社区、东大街村、行司巷村、西大街村、北大街村、纸坊村、马村、六营村、火星村、周家门前村、铁丰村、高王村、马家庄村、瓦窑头村、石家营村、处礼村、三里河村、小沙凹村、豆腐村、西古城村和大辛村。